# Бугринская роща
Бугринская роща — парк культуры и отдыха, расположенный в Кировском районе Новосибирска. Создан в 1970 году. Площадь — 30 га.

## Расположение
Парк расположен в Кировском районе Новосибирска. С северо-западной стороны к парку примыкает Бугринский мост, с северо-востока от парка находятся пляжи, с территории парка к ним есть спуск. С юго-западной стороны находятся жилые и административные здания, здесь же (на улице Саввы Кожевникова), находится главный вход в парк.

## История
В 1970 году в южной части обширного березняка был организован парк культуры и отдыха «Бугринская роща».
В 2014 году началась реконструкция парка: построена смотровая площадка с видом на Бугринский мост, сделаны детская игровая площадка и сцена, установлен вход, стилизованный под арку Бугринского моста, появились освещение и ограждение.

## Мероприятия
В парке проводят различные праздничные мероприятия. Отмечаются такие праздники как Новый год, Рождество, Масленица, Пасха, День Победы, День защиты детей, День города, День физкультурника, День Государственного флага и т. д. Устраиваются семейные развлекательные программы, спортивные эстафеты, мастер-классы. и др.

## Галерея

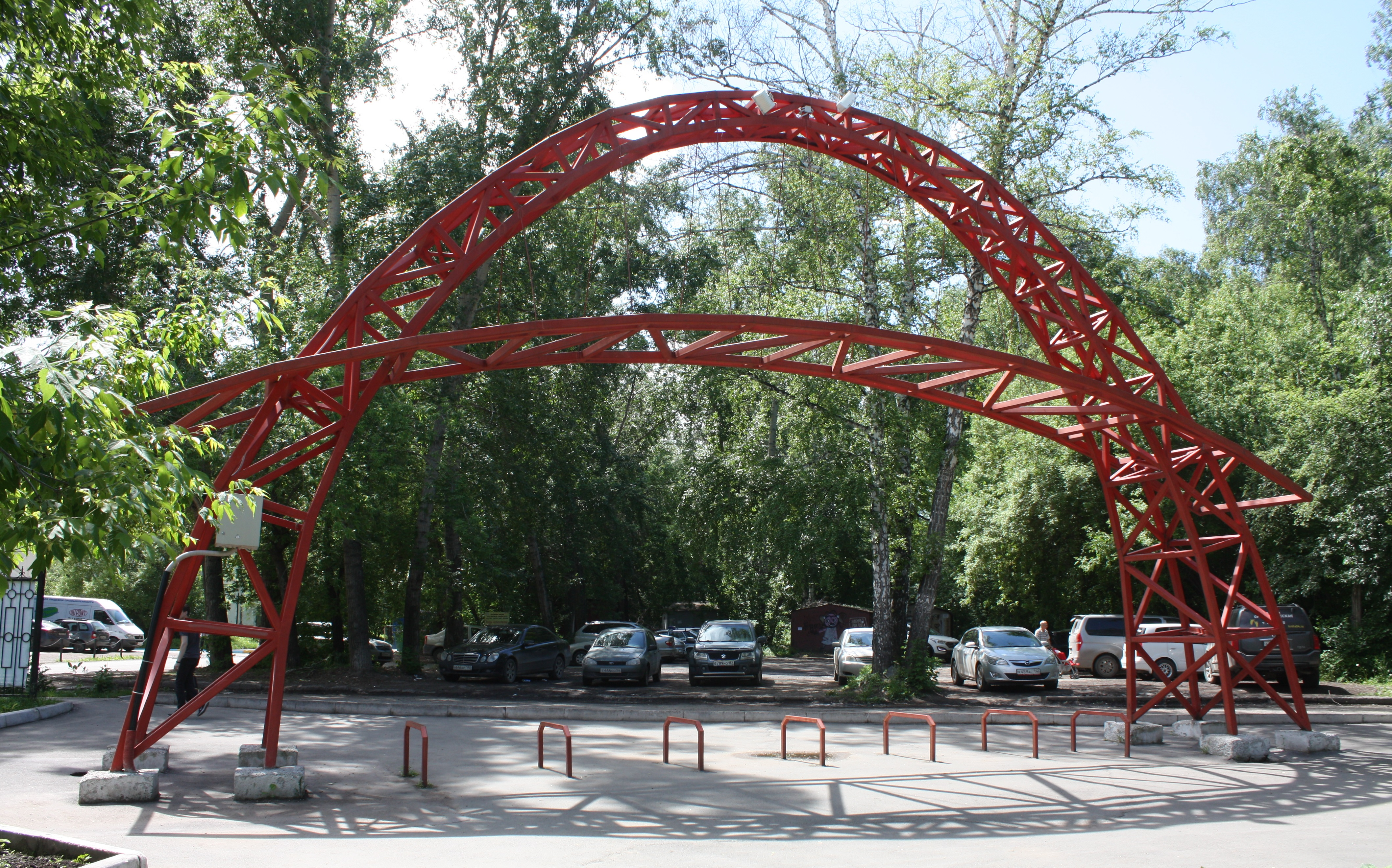
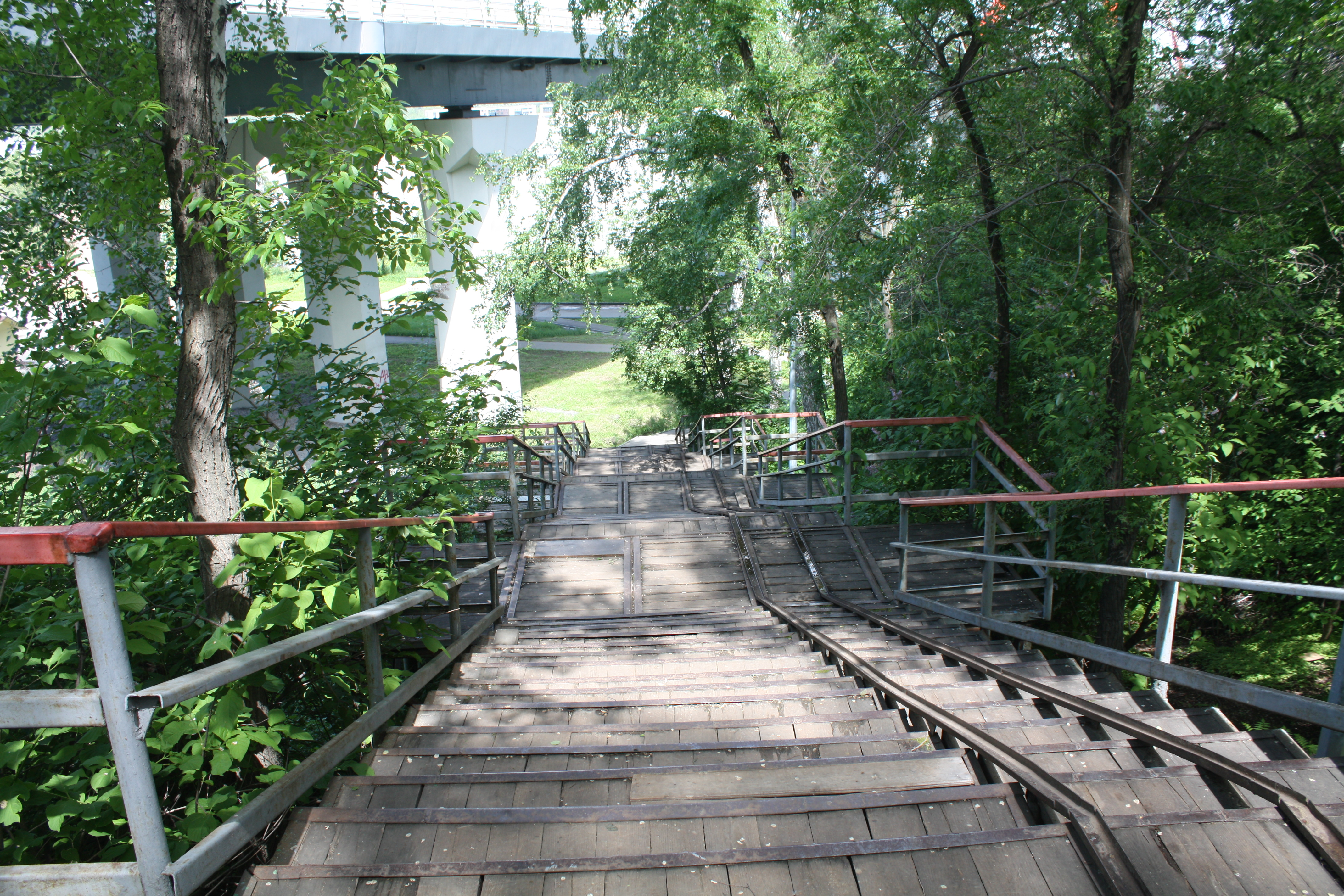
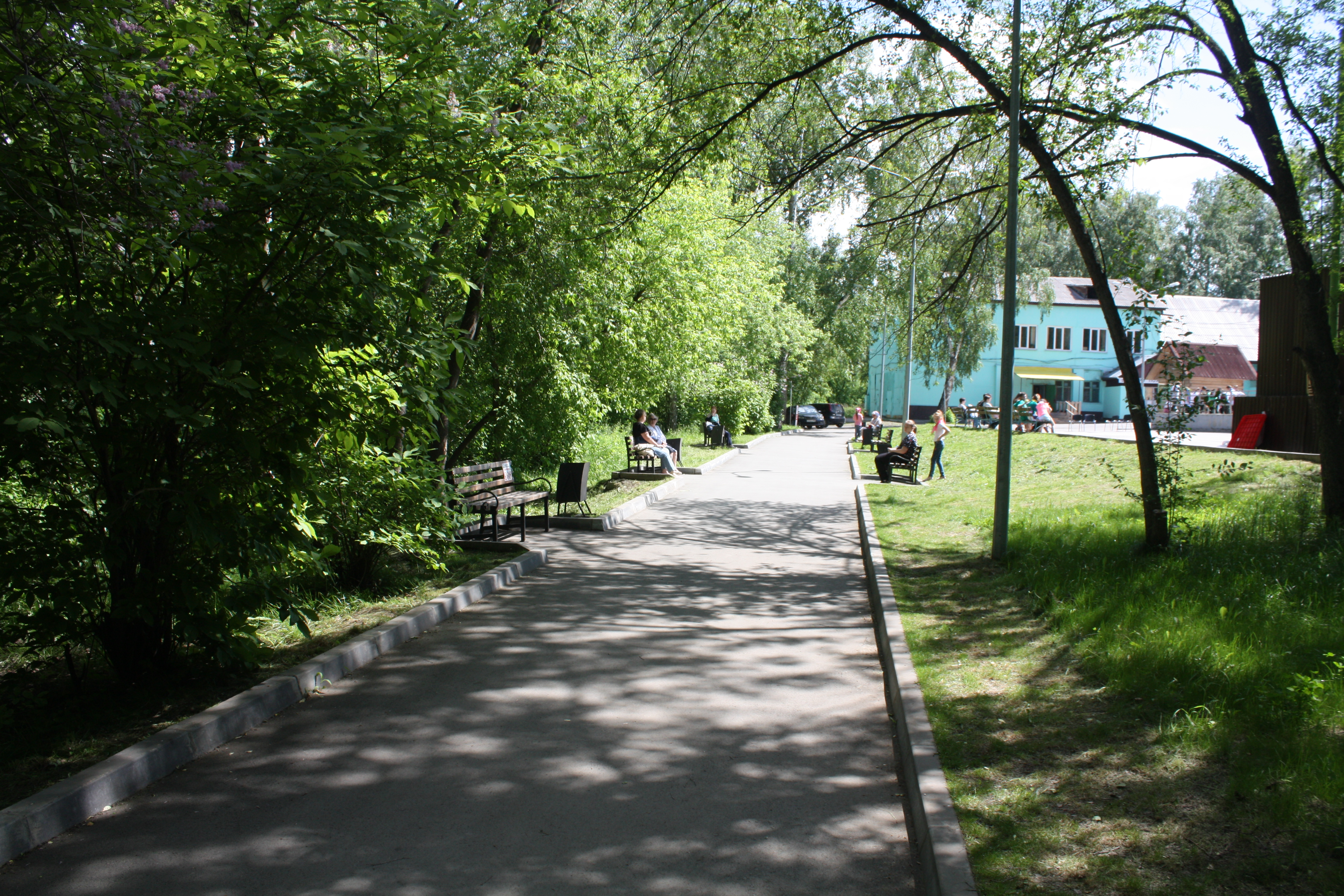

К парку примыкает территория запущенной в 1967 году телевизионной станции спутниковой связи «Орбита», благодаря которой в Новосибирске увидели первую телепередачу из Москвы. Станция не функционирует, и в будущем данный объект планируют передать «Бугринской роще».